# Slim Willet
Slim Willet (* 1. Dezember 1919 in Dublin, Texas als Winston Lee Moore; † 1. Juli 1966) war ein US-amerikanischer Country-Musiker, Komponist und Radiomoderator. Willet schrieb das Stück Don’t Let The Stars Get In Your Eyes, das unter anderem für Skeets McDonald ein Hit wurde.

## Leben

### Kindheit und Jugend
Geboren in Texas, studierte Willet an der Hardin-Simmons Universität in Abilene Journalismus. Willet sagte später, dass er von der spanischen Gesangsart beeinflusst wurde, da er mit 16 Jahren in einem CCC Camp in Arizona war, in dem auch einige Mexikaner waren, die jeden Abend sangen. Nach einem kurzen Job in der Luftfahrtindustrie bekam er einen Job als Moderator bei dem Sender KRBC in Abilene.

### Karriere
Dort moderierte Willet Samstagabends das KRBC Big State Jamboree. 1950 erhielt er bei dem kleinen Label Star Talent Records einen Plattenvertrag und spielte den Titel Toolpusher From Snyder ein, der gute Verkäufe in Texas erzielte. 1952 wechselte er zu den 4 Star Records, bei denen er seinen bekanntesten Song Don’t Let The Stars Get In Your Eyes veröffentlichte. Das Stück war eigentlich nur die B-Seite einer anderen Nummer, die die Radiostationen jedoch viel weniger spielten. Danach wurde der Song ebenfalls für Skeets McDonald, Red Foley und Ray Price zum Hit. Willet nutzte seine Popularität und gründete die Band The Hired Hands, mit der er in verschiedenen Radioshows wie dem Big D Jamboree, dem Louisiana Hayride und dem Saturday Night Shindig auftrat. 1954 eröffnete Willet sein eigenes Label, Winston Records, auf dem er vereinzelt aufnahm. Weitere Titel von ihm sind Red Rose, No Love Song To You und seine letzte Single 1966 You’re The Only Woman.
Bis 1956 war er bei dem Sender KRBC geblieben, danach arbeitete er bei der Radiostation KCAD in Abilene, bei dem er Anteilseigner war.
Willet starb an einem Herzinfarkt. Er wurde 1994 in die Country Music DJ Hall of Fame aufgenommen.

## Diskografie

### Singles
| Jahr | Titel                                                             | Plattenfirma    |
| ---- | ----------------------------------------------------------------- | --------------- |
| 1952 | Hadacol Corners / Don’t Let The Stars Get In Your Eyes            | 4 Star Records  |
| 1953 | Let Me Know / My Love Song For You                                | 4 Star Records  |
| 1953 | Red Rose / Live While You’re Young                                | 4 Star Records  |
| 1953 | Hungry Slim / Villa Cuna                                          | 4 Star Records  |
| 1953 | Hard To Love Just One / A Little Bluebird Keeps Singin’           | 4 Star Records  |
| 1953 | Shibuya / Don’t Waste Your Heart                                  | 4 Star Records  |
| 1954 | Star Light Waltz /?                                               | Winston Records |
| 1954 | Will There Be Stars In My Crown / Life Today As You Know          | 4 Star Records  |
| 1954 | Leave Me Alone /?                                                 | Winston Records |
| 1954 | Leave Me Alone Now / Starlight Waltz                              | Decca Records   |
| 1954 | Lonely Tide / Don’t Laugh At me Now                               | 4 Star Records  |
| 1955 | Love Me Baby / When Lovers Go By                                  | 4 Star Records  |
| 1955 | Mati Hari / Tell Me Now                                           | 4 Star Records  |
| 1955 | When Nobody Cares / Tall Men                                      | 4 Star Records  |
| 1956 | It Ain’t Gonna Rain /?                                            | 4 Star Records  |
| 1957 | Ain’t Goin’ Home / My Sad Heart (als „Telli-W-MILS, The FAT CAT“) | Winston Records |
| 1957 | Pandemonium (Instr.) / Crazy, Crazy (Over You)                    | Winston Records |
| 1958 | Benguela / Sneaky Pete (als „Telli-W-MILS, The FAT CAT“)          | Winston Records |
| 1958 | Benguela / Sneaky Pete                                            | Carlton Records |
| 1959 | Abilene Waltz /?                                                  | Winston Records |
| 1966 | You’re The Only Woman /?                                          | Winston Records |

### Alben
- 1959: Slim Willet
- 1962: Texas Oil Patch Songs
- 2003: Boppin’ Hillbilly Series – Slim Willet (NL)